# Horicon (Wisconsin)
Horicon – miasto w Stanach Zjednoczonych, w stanie Wisconsin, w hrabstwie Dodge.